# Zetor 12011

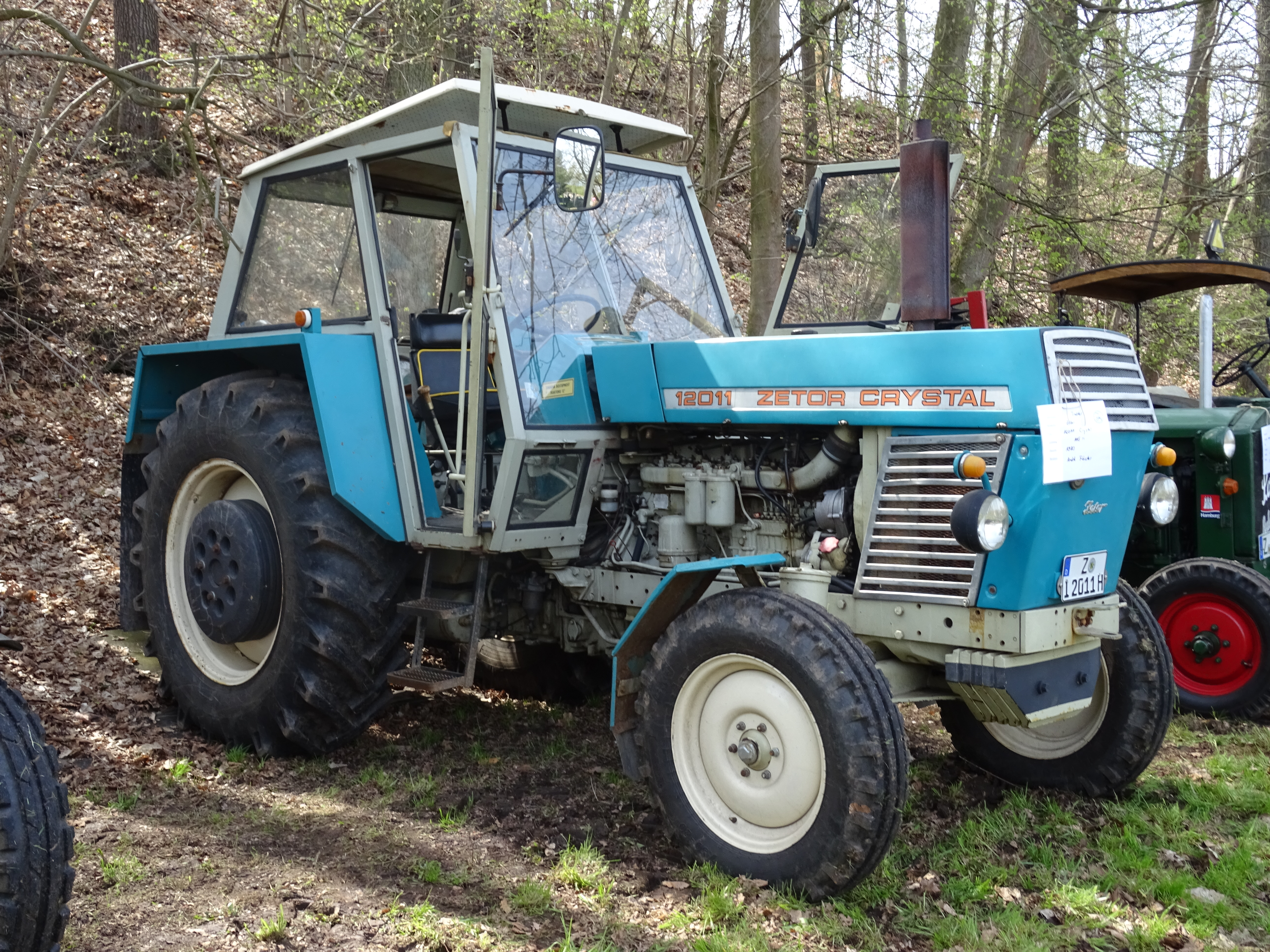

Zetor 12011 je základním typem traktorů Zetor 120xx vyráběných podnikem Zetor, n.p. od roku 1974 do roku 1980. Po roce 1980 se výroba traktorů UŘ II definitivně přemístila do n.p. ZTS Martin na Slovensko. Jeho modifikace s pohonem 4x4 je Zetor 12045. Do roku 1980 byl nejsilnějším traktorem vyráběným v národním podniku Zetor.

## Technické údaje
Zetor 12011
- Motor: Šestiválcový motor Z 8601, zdvihový objem 6842 cm³, výkon 88 kW/120 k
- Převodovka: 8+4Z (16+8Z)
- Rozvor: 2 695 mm
- Rozchod: P/Z 1 350-1 800 po 150 mm/1 710 mm
- Rozměry: 4 255 x 1965 x 2470 mm
- Světlá výška: 445 mm
- Pneumatiky: P/Z 14,90-24/18,40-34
- Hmotnost: 4 910 kg

Zetor 12045
- Motor: Šestiválcový motor Z 8601, zdvihový objem 6842 cm³, výkon 88 kW/120 k
- Převodovka: 8+4Z (16+8Z)
- Rozvor: 2 695 mm
- Rozchod: P/Z 1 700/1 725 mm
- Rozměry: 4 280 x 2 160 x 2 425 mm
- Světlá výška: 425 mm
- Pneumatiky: P/Z 14,90-24/18,40-34
- Hmotnost: 5 720 kg

## Modernizace
V podniku ZTS Martin byly Zetory UŘ II modernizovány ve třech etapách: A, B, C (C měla provedení M 88, Super a M 99)

## Zajímavosti
Zetor 12045 byl také vyráběn jako stavebnice/model VD (výrobní družstvo) IGRA v různých barvách. Je prodáván dodnes.